# Glavni kolodvor u Umeu
Glavni kolodvor u Umeu (šved. Umeå centralstation, kratko Umeå C), željeznički kolodvor u Umeu u Švedskoj.
Kolodvor je projektirao arhitekt Folke Zettervall, a izgrađen je 1895./1896. Godine 2001. proglašen je byggnadsminneom (šved. byggnadsminne: spomen-građevina). Ponovni razvoj područja počeo je u srpnju 2010. Kolodvor je bio zatvoren od 7. kolovoza 2010 do 1. lipnja 2011., a u međuvremenu se putnički prijevoz premjestio na novi Istočni kolodvor u Umeu. Obnova kolodvora završena je u jesen 2012. godine.

## Galerija
- Glavni kolodvor u Umeu
- kolodvorski interijer